# Riserva di conservazione di Jabal Nazwa
La Riserva di conservazione di Jabal Nazwa, (in inglese Jabal Nazwa Conservation Reserve, in arabo محمية جبل نزوى‎?), è un'area naturale protetta degli Emirati Arabi, istituita nel 2014, che si trova nell'area sud-orientale dell'Emirato di Dubai al confine con l'Emirato di Sharja.

## Storia dell'area
La riserva di Jabal Nazwa è stata dichiarata area protetta dal decreto reale numero 22 del 2014 emesso dallo sceicco Mohammed bin Rashid Al Maktum, sovrano di Dubai.
In base alla legge n. 11 del 2003 sull'istituzione di aree protette nell'Emirato di Dubai l'area è posta sotto la protezione e il governo della municipalità di Dubai.
Nel 1994, ben prima di essere dichiara area protetta, il sito di Jabal Nazwa era stato anche riconosciuto come Important Bird Area (IBA) da BirdLife International.

## Territorio
La riserva si trova nella zona sud-orientale di Dubai, e occupa un'area di 0,48 km² situata subito a nord della Riserva di conservazione del deserto di Dubai con cui confina sul lato sud.
È stata istituita per proteggere un piccolo ma caratteristico habitat di alto valore conservativo costituito da un affioramento calcareo che si erge fino a 100 metri sopra il circostante mare di dune di sabbia. L'intero affioramento, di cui la riserva copre solo una parte, si sviluppa in direzione nord-sud per circa 2 km con una larghezza di circa 300 m. La superficie rocciosa è piena di centinaia di piccole e grandi grotte e fessure. Sparpagliate piante di   Acacia tortilis crescono in tutto il sito e piccoli arbusti crescono sulle dune di sabbia lungo il lato sud-est. Non è infrequente trovare cammelli e capre che pascolano nell'area. Le grotte e le crepe nella superficie rocciosa ospitano probabilmente una fauna vertebrata (ad es. pipistrelli, volpi, roditori e serpenti) insolita negli Emirati Arabi Uniti.
Dal punto di vista amministrativo la riserva si trova nel territorio di competenza della comunità di Al Maha.
Questa area ricade all'interno dell'ecoregione terrestre del Deserto arabico e macchia xerofila saharo-arabica.
L'altezza della riserva varia fra 150 e 200 m slm.

## Biodiversità
La riserva di Jabal Nazwa ha, per le sue dimensioni, una biodiversità impressionante e ospita una serie di specie in via di estinzione e vulnerabili. In totale sono state censite: 111 specie di uccelli, 20 specie di mammiferi, 24 specie di rettili, 21 specie di invertebrati e 70 specie di piante.
Data la contiguità con la riserva di conservazione del deserto di Dubai molte specie animali passano liberamente dall'una all'altra area riserva. È questo il caso dell'orice d'Arabia (Oryx leucoryx), la gazella arabica (Gazella arabica), e la gazzella delle sabbie (Gazella marica).
La riserva è un habitat importante per una varietà di specie endemiche regionali come il geco persiano (Hemidactylus persicus). Inoltre, il gatto selvatico di Gordon ( Felis silvestris gordoni ) e due specie di pipistrelli autoctoni della penisola arabica abitano la riserva.
La riserva di Jabal Nazwa è un'area importante per le specie di uccelli residenti e migratori. In particolare il sito è luogo di nidificazione e riproduzione per il gufo reale del deserto (Bubo ascalaphus), il gruccione verde (Merops orientalis) e l'averla grigia meridionale (Lanius meridionalis). Tra le altre specie c'è la nettarinia purpurea (Cinnyris asiaticus), che compare regolarmente tra i carici ai piedi della montagna.